# Ernsbach-Erbuch
Ernsbach-Erbuch ist ein Ortsbezirk von Erbach und eine frühere Gemeinde im hessischen Odenwaldkreis, der die zwei benachbarten Orte Ernsbach und Erbuch umfasst. 

## Geografische Lage
Ernsbach-Erbuch liegt eingebettet in den ausgedehnten Wäldern östlich der Kernstadt im Quellgebiet des Erdbachs. Durchgangsstraßen führen nicht durch die beiden Ortsteile Ernsbach (Erbach) und Erbuch.

## Geschichte
Die kurzlebige Gemeinde Ernsbach-Erbuch entstand am 1. Januar 1968 durch Zusammenschluss der bis dahin selbständigen Gemeinden Erbuch und Ernsbach. Anlässlich der Gebietsreform in Hessen schloss sich diese Neubildung nur vier Jahre später zum 31. Dezember 1971 der Stadt Erbach an und hörte damit als selbständige Gemeinde auf zu existieren. Jedoch schuf die Stadt Erbach seitdem für diesen Doppelort einen gemeinsamen Ortsbezirk mit Ortsbeirat und Ortsvorsteher. Für die aktuelle Zusammensetzung siehe 
Politik Ernsbach.